# رستگاری (ترانه کرنبریز)
«رستگاری» (به انگلیسی: Salvation) تک‌آهنگ اصلی سومین آلبوم استودیویی گروهٔ موسیقی راک ایرلندی کرنبریز تحت عنوان به درگذشتگان مؤمن (۱۹۹۶) می‌باشد که در ۸ آوریل سال ۱۹۹۶ از سوی آیلند رکوردز منتشر گردید. این تک‌آهنگ توانست به مدت چهار هفته در صدر جدول ترانه‌های مدرن راک بیلبورد آمریکا قرار گیرد و در اروپا و استرالیا نیز با استقبال خوبی مواجه شد؛ رتبهٔ چهارم در ایسلند، ششم در ایتالیا، هفتم در نیوزیلند و هشتم در استرالیا و ایرلند را از آن خود کرد. کارگردانی موزیک ویدئوی این اثر را الیویه داهان  بر عهده داشت و فیلم‌برداری آن در فرانسه صورت گرفت.

## محتوا
«رستگاری» به سوءمصرف مواد مخدر می‌پردازد و بر لزوم پرهیز از گرفتار شدن در آن تأکید دارد. رسانه‌ها و منتقدان لحن صریح این آهنگ را بی‌مزه و بیش از حد موعظه‌آمیز تلقی کردند. با این حال، دلارس اریوردن عنوان کرد که این اثر لزوماً ضد مواد مخدر نیست بلکه «نوعی مخالفت با این ایده است که شما کاملاً تحت سلطهٔ هر چیز یا هر ماده‌ای دربیاید»، او حین گفت‌وگو با کرت لودر گفت که خودش این مسیر را تجربه کرده— و افزود: «تجربهٔ خوشایندی نبود و مرا به جایی نرساند، فقط باعث سردرگمی بیشترم شد». او گفت که پیام آهنگ این است که «واقعیت، همان [است] که هست؛  و دریغ، که هر قدر از آن بگریزی، باز که بازگردی، آن همچنان پابرجاست».